# Кругляк, Борис Абрамович
Бори́с Абра́мович Кругля́к (3 мая 1934 — 28 февраля 1996) — украинский советский учёный-историк.

## Биография
Родился в семье житомирских служащих. Во время фашистской оккупации родного края эвакуировался в город Свердловск (ныне Екатеринбург), рано стал полусиротой, так как отец погиб в 1942 году под Сталинградом. В 1944 году мать вместе с организацией, где она работала, вернулась на Украину, сначала в город Изюм Харьковской области, потом в Шостку Сумской области, а в октябре 1945 года в родной Житомир. Картины сожжённой и уничтоженной войной Украины, которые видел мальчик, переезжая с места на место, навсегда остались в его сердце и зажгли любовь к своей Родине и родного края.
Учась в школе, юноша увлёкся историей и журналистикой, и когда настало время выбирать профессию, любовь к истории победила. Но он не изменил и журналистике, о чём свидетельствуют его многочисленные публикации в периодической прессе.
В 1951 году поступил на историческое отделение историко-филологического факультета Житомирского государственного педагогического института имени Ивана Франко. Здесь в то время преподавали такие известные учёные, как Л. А. Коваленко, Р. Н. Оксенюк и другие. Они ещё больше разожгли интерес к истории, а Л. А. Коваленко привлёк студента к научно-исследовательской работе, к поисковой деятельности в архивах.
По окончании в 1955 году института — недолгая педагогическая деятельность в Быстрикской средней школе Ружинского района Житомирской области. Потом служба в армии, а по возвращении педагогическая работа в школах Житомира. Одновременно с этим Б. А. Кругляк работает сначала руководителем туристических кружков в областной детской экскурсионно-туристической станции, а затем заведующим отдела туризма Дворца пионеров и школьников.
Туристическо-экскурсионная работа, походы по территории родного края, знакомство с событиями, которые происходили в тех городах и сёлах, где довелось побывать, вызвали потребность глубоко изучать историю родного края и Украины в целом.
В 1962 году появляется его первая публикация в газете «Советская Житомирщина», и с того времени Борис Абрамович становится постоянным автором рубрики «Край родной». Немало краеведческих материалов было напечатано им и в молодёжной газете «Комсомольская звезда».
Но не только краеведение привлекало исследователя, он интересовался и другими проблемами, например, историей Польши, украинско-польско-французскими отношениями, жизнью и деятельностью известных личностей в отечественной истории. В 1968 году появляется его первая заметка в «Украинском историческом журнале», и это положило начало его сотрудничеству с таким авторитетным научным изданием. Казалось, что определились его научные интересы. Но всё вышло иначе. Судьба распорядилась так, что Б. А. Кругляк встретился с членом-корреспондентом Академии наук УССР И. А. Гуржием, и тот предложил ему работать по проблеме развития торговли на Украине в первые пореформенные десятилетия. Тогда же, в 1968 году, он стал соискателем отдела истории капитализма Института истории АН Украины. Научным руководителем согласился стать И. А. Гуржий. Но не судилось им долго сотрудничать. После смерти И. А. Гуржия огромную помощь в доробатке этой темы оказали Ф. Е. Лось, И. С. Слабеев и весь отдел истории капитализма.
В 1977 году Борис Абрамович защитил кандидатскую диссертацию на учёном совете в Институте истории АН Украины и получил научное звание кандидата исторических наук.
Свою научно-исследовательскую деятельность он совмещал с работой учителя истории в средней школе № 32, читал лекции по истории Житомирщины в областном институте усовершенствования учителей, был руководителем методического объединения учителей истории города. За педагогическое мастерство и активную общественную деятельность отличался грамотами и благодарностями.
Но работа в школе не позволяла постоянно и серьёзно заниматься научными исследованиями. И когда Борис Абрамович решил перейти на преподавательскую работу в высшую школу, то ему не нашлось места не только в Житомире, но и на Украине. Партийно-бюрократическая система, осуществляя «ленинскую национальную политику», не позволила ему, человеку не украинской национальности, работать в вузе. Правда, об этом открыто не говорилось, но находилось достаточно много причин для отказа. Поэтому в 1978 году Б. А. Кругляк после избрания его на должность доцента выехал в город Сызрань, где начал работать в филиале Куйбышевского(Самарского) политехнического института. Там он очень долго зарекомендовал себя как учёный, педагог и организатор. В 1983 году он стал деканом механического факультета, а в феврале 1984 года был избран заведующим кафедрой общественных, а позже гуманитарных наук.
Работаю в российской глубинке, Борис Абрамович не оставил исследовательской работы по истории Украины. Именно тогда Научный совет «Основные закономерности отечественной истории дооктябрьского периода» при Академии наук Украины утвердил тему его докторской диссертации «Внутренняя торговля на Украине в конце ХІХ — начале ХХ ст.» и одноименной монографии.
Борис Абрамович постоянно печатается на страницах «Украинского исторического журнала» по проблемам формирования и развития внутреннего рынка, ему дают возможность выступать со статьями и сообщениями в научных сборниках «Отечественная история» (издание Института истории АН Украины), «История народного хозяйства и экономической мысли» (издание Института экономики АН Украины). Он печатается в межвузовском республиканском сборнике, который издаёт Харьковский университет, а также в ведущем профессиональном журнале историков России «Отечественная история».
В 1992 году в издательстве Самарского университета вышла монография «Внутренняя торговля в России в конце ХІХ — начале XX в. На материалах Украины». В ней даётся анализ развития, места и роли такой важной отрасли народного хозяйства, как торговля, определены основные её тенденции, которые проявились на украинском рынке, показано значение позитивного опыта этой отрасли экономики для построения независимой Украины.
Работая заведующим кафедрой, Б. А. Кругляк немало внимания уделял научно-методической работе. Он автор или соавтор методических рекомендаций, которые помогали студентам овладевать историческими знаниями. Там же, в Сызрани, Борис Абрамович проводил значительную общественную работу, сотрудничал с местными газетами и радио, занимался экономическими и социологическими исследованиями.
После того, как распался Советский Союз и новая Украина начала проводить политику, направленную на равенство конституционных прав всех её граждан, в августе 1992 года Б. А. Кругляк вернулся в родной город и начал работать доцентом кафедры экономики и организации производства филиала Киевского политехнического института. Ему предложили преподавать курс «Теории экономических учений» и политэкономию.
Меньше года Борис Абрамович работал доцентом. 1 июля 1993 года он возглавил кафедру социально-политических и гуманитарных наук, а в октябре стал заведующим кафедры экономики Житомирского института предпринимательства и современных технологий. Одновременно возобновилось его сотрудничество с институтом усовершенствования учителей, где он выступает с курсом лекций по истории родного края и актуальных проблем истории Украины. Он систематически читает лекции научным сотрудникам Житомирского областного музея, принимает участие в проведении научных встреч и семинаров, помогает в организации научных конференций.
Пополнилась новым содержанием и его краеведческая деятельность. В 1993 году его избрали вице-главой возобновившего свою деятельность «Общества исследователей Волыни», где отвечает за научную работу.
Научные интересы и исследовательская деятельность Б. А. Кругляка не ограничиваются только Житомиром. Он автор карт по экономике к атласу Волыни, разработанных в Волынском государственном университете имени Леси Украинки, поддерживает постоянные научно-творческие отношения с Институтом истории АН Украины, сотрудничает с отделом народного хозяйства Института экономики АН Украины.
28 января 1994 года на заседании специализированного совета Института истории АН Украины он успешно защитил диссертацию, ему присвоено научную степень доктора исторических наук.

## Наиболее важные научные работы

### Монографии
1. Кругляк Б. А. Внутренняя торговля в России в конце ХІХ — начале XX в. На материалах Украины. — Самара, 1992.
2. Нариси з історії технічної освіти на Житомирщині / За ред. Б. А. Кругляка. — Житомир. 1997.
3. Кругляк Б. А., Молчанов В. Б. Історія економічних вчень: Навчальний посібник. — Житомир, 1998, 2001.

### Брошюры
1. Кругляк Б. А., Мокрицкий Г. П., Перегуда С. Б. Перепись населения на Житомирщине. — Житомир, 1978.
2. Кругляк Б. А. Памятники и памятные места Житомирщины. — Житомир, 1978.
3. Кругляк Б. А. Вопросы, литература и темы к семинарским занятиям по истории (методические рекомендации). — Сызрань, 1986.
4. Кругляк Б. А. Загадки минувшини Поліського краю. — Житомир, 1995.

### Статьи
1. Кругляк Б. А. Документи про поширення ідей французької революції серед молоді на Волині / / УІЖ. — 1968. — № 8. — С.99 — 100.
2. Кругляк Б. А. Станіслав Ворцель /До 170-річчя від дня народження / // УІЖ. — 1969. — № 3. — С.140 — 141.
3. Кругляк Б. А. Джерела з історії розвитку внутрішньої торгівлі на Україні в 60-90-х роках ХІХ ст. //Архіви України. — 1971. — № 5. — С.88 — 91.
4. Кругляк Б. А. Ярмаркова торгівля на Україні в період капіталізму // УІЖ. — 1974. — № 3. — С.36 — 43.
5. Кругляк Б. А. Розвиток капіталістичних форм внутрішньої торгівлі на Україні в 60-90-х роках ХІХ ст. // Історія народного господарства та економічної думки Української РСР. — Вип. 14. — К., 1980 — С. 48 — 53.
6. Кругляк Б. А. Ганна Пустовойтова — учасниця Комуни //УІЖ. — 1981. — № 3. — С.100 — 103.
7. Кругляк Б. А. Промислові монополії і внутрішня торгівля на Україні // УІЖ. — 1986. — № 10. — С.81 — 90.
8. Кругляк Б. А. Роль і місце внутрішньої торгівлі в системі експлуатації робітничого класу царської Росії на початку ХХ ст. // Історичні дослідження. Вітчизняна історія. — Вип. 13. — К., 1987. — С.56 — 58.
9. Кругляк Б. А. Проблеми дослідження економічних передумов першої російської революції //Історичні дослідження. Вітчизняна історія. — Вип.14. — К., 1988. — С.59 — 60.
10. Кругляк Б. А. Роль і місце кооперації у внутрішній торгівлі на Україні в епоху імперіалізму //Історія народного господарства та економічної думки Української РСР. — Вип.23. — К., 1988. — С.50 — 55.
11. Кругляк Б. А. Провісник братерства і свободи // Тези доповідей та повідомлень V-ої Волинської історико-краєзнавчої конференції «Історичні постаті краю». — Луцьк, 1990. — С. 76 — 78. (Про Станіслава Ворцеля).
12. Кругляк Б. А. Монополії в легкій і харчовій промисловості і внутрішня торгівля на Україні в кінці ХІХ — на початку ХХ ст.// Питання історії СРСР. Республіканський міжвідомчий науковий збірник. — Вип.36. — Харків, 1991. — С.110 — 117.
13. Кругляк Б. А. Товарні біржі в Російській імперії //УІЖ. — 1992. — № 2. — С.58 — 64.
14. Костриця М. Ю., Кругляк Б. А. Гайдамаки в історії Житомирщини // Матеріали третіх Всеукраїнських історичних читань: «Українська козацька держава та шляхи історичного розвитку». — К. — Черкаси, 1993. — С. 165—169.
15. Кругляк Б. А. Ярмарочная и базарная торговля в конце ХІХ — начале XX века (На материалах Украины) // Отечественная история. — 1993. — № 2. — С.165 — 175.
16. Кругляк Б. А. До питання соціально-економічної політики Б.Хмельницького //Вісник Житомирського інженерно-технологічного інституту. — 1996. — № 3. — С.26 — 30.

## Работы о его научной, общественной и педагогической деятельности
1. Стовбун Р.І. Торговельні зв’язки України і Молдавії у пореформений період //УІЖ. — 1978. — № 11. — С.107. [Про статтю Б. А. Кругляка «Ярмаркова торгівля на Україні»].
2. Соревнованию — гласность, боевой дух //Красный Октябрь. — 1986. — 19 ноября. [Про керовану Б. А. Кругляком соціологічну службу і дослідження в галузі соціалістичного змагання].
3. Павлов В. Куда и к чему зовут нас Б.Кругляк, А.Медведев //Красный Октябрь. — 1990. — 5 апреля. [Про звинувачення Б.Кругляка і А.Медведєва у прагненні до плюралізму думок, ліквідації диктатури комуністичної партії, переходу до справжньої демократії].
4. Наши лауреаты //Красный Октябрь. — 1992. — 23 июня. [Про журналістську діяльність Б. А. Кругляка].
5. Оксанич Г. Повернувся в Житомир, або в якому полку служили Леонід Брежнєв і Микола Щорс? // Житомирський вісник. — 1992. — 23 листопада.
6. Костриця М. Монографія про торгівлю //Рад. Житомирщина. — 1993. — 23 березня.
7. Костриця М. Якими бути нашим містам?//Житомирський вісник. — 1993. — 16 квітня.

[Про участь Б. А. Кругляка у міжнародній науково-практичній конференції «Актуальні проблеми розвитку міст та міського самоврядування у Рівному»].
1. Дерев’янко Ф. Не згасне слава гайдамацька //Рад. Житомирщина. — 1993. — 1 липня.

[Про участь Б. А. Кругляка у вшануванні страчених учасників Коліївщини у Кодні].
1. Мусійчук Ф. Звітують дослідники Волині //Рад. Житомирщина. — 1993. — 3 липня.

[Про участь Б. А. Кругляка у звітно-виборчій конференції Товариства дослідників Волині і обрання його віце-головою товариства].
1. Юльєва Л. Бізнес по-студентському //Ділова газета. — 1994. — 12 березня. [Про участь Б. А. Кругляка у конференції асоціації вищих приватних навчальних закладів України в Києві].
2. Борис Абрамович Кругляк: Бібліографічний покажчик /Укладач Л. П. Грузська. — Житомир, 1994.
3. Житомирянин — член Нью-Йоркської Академії наук // Житомир. — 1994. — 29 квітня. — С.1 — 2.
4. Юльєва Л. Краєзнавець, учений, педагог //Ділова газета. — 1994. — 30 квітня. — С. 5.
5. Тронько П. Т., Сарбей В. Г., Винокур І.С. та інші. Пам’яті Бориса Абрамовича Кругляка // Житомирський вісник. — 1996. — № 10 (8 березня). — С. 2.
6. Сарбей В. Г. Кругляк Борис Абрамович (некролог)// Житомирщина крізь призму століть: Науковий збірник / Відповідальний редактор М. Ю. Костриця. — Житомир, 1997. — С. 187.
7. Костриця М. Ю. Товариство дослідників Волині: історія, діяльність, постаті. — Житомир, 2001. — С. 203. [Біографічна довідка про Б. А. Кругляка].
8. Костриця М. Подумки завжди був в Україні… //Вільне слово. — 2004. — № 20 (14 травня). — С.6.
9. Він завжди був з Україною // Універсум. — 2004. — № 6. — С.3.